# Rockchip
Rockchip är en serie integrerade kretsar tillverkade av kinesiska Fuzhou Rockchip Electronics Company. Rockchip kretsar användes mycket i MP4-spelare och på senare år har fokuset mer skiftat åt den växande marknaden för Surfplattor och Android-baserade mobiltelefoner. 

## Exempel på RockChip-baserade produkter

### DMTECH MP409
MP4-spelare med Pekskärm och Radio.

### Roxcore EZ-43
Portabel meidaspelare med 4.3" pekskärm, radio, RK2728. Kör "Rockchip OS".

### DmTech Tablet-P7
Androidbaserad Surfplatta, RK2818

### Kendo M7
7" Tablet PC med Android, RK2818.

### Yifang M7
Samma som Kendo M7.

### Limited Label 7CK100
7" Tablet PC med Android, RK2818.

### Apad iRobot (Moonse E7001)
7" Tablet PC med Android, RK2808.

### ARCHOS 7 Home Tablet
7" Tablet PC med Android, RK2818.

### ARCHOS 10 Home Tablet
10" Tablet PC med Android, RK29xx.

### Okända-tillverkare
Det finns många kinesiska tillverkare som använder Rockchips kretsar i sina produkter.
Dessa så kallade "Unknown-tillverkare" gör till exempel Surfplattor som liknar Apples iPad till utseendet, men i själva verket kör en Rockchip processor med Android. Ett exempel på dessa plattor är den s.k WoPad-plattan. Man kan aldrig veta vad man får när man köper plattor eftersom det finns många tillverkare som kallar sina plattor likadant, så var uppmärksam om du tänker köpa en.

## Konkurrenter
Några konkurrenter under 2010-talet inom integrerade kretsar för mobiltelefoner och surfplattor var Qualcomm, Mediatek, Samsung, Freescale, Marvell, Nvidia, Broadcom, Allwinner, Actions, Spreadtrum, Leadcore,  VIA, Amlogic, Ingenic, Hisilicon och Intel.

## Rockchip OS
Rockchip OS är ett egenutvecklat operativsystem av Rockchip. Detta operativsystem finns i två versioner:
- Rockchip OS
- Rockchip OS Lite Firmware

Skillnaden mellan dessa är att Rockchip OS är mer likt ett operativsystem medan Rockchip OS Lite Firmware mer liknar en firmware.
Rockchip OS har stöd för widgets, applikationer, webbläsare, e-bookläsare, videospelare mm...
Ytterligare applikationer än de förinstallerade kan inte installeras officiellt utan endast vid modifikation av operativsystemet. Systemet är optimerat för pekskärm och kan styras med gester.
Valet av applikationer som medföljer systemet beror på vad tillverkaren av just din produkt har förinstallerat. Valet av applikationer begränsas också av din enhets hårdvara.
Exempel på enheter som kör Rockchip OS: Roxcore EZ-43, Onda VK30
Rockchip OS Lite Firmware har stöd för musikspelare, videospelare, spel, applikationer. Systemet är till viss del optimerat för pekskärm, men kan ej styras med gester och funkar bäst med styluspenna.
Precis som Rockchip OS går det inte att installera ytterligare programvara så länge du inte modifierar operativsystemet.
Exempel på enheter som kör Rockchip OS Lite Firmware: DMTECH MP409, DMTECH MP410, Visual Land V-Touch, CiT MP4.

## Produkter

### Rockchip 26 & 27xx
Dessa serier med kretsar används framförallt i MP3, MP4 och portabla mediespelare.
Dessa kretsar kan inte köra Android eller Windows Mobile utan kör det egenutvecklade operativsystemen
"Rockchip OS" och "Rockchip OS Lite Firmware" istället.
Rockchip 26xx Processor: ARM7 140 mhz
Operativsystem: "Rockchip OS Lite Firmware"
Stöd för pekskärmar.
Videoavkodning för AVI upp till 320x240 upplösning.
Stöd för MP3, WMA, WAV, APE ljudformat.
Rockchip 27xx Processor: ARM7 200Mhz
Operativsystem: "Rockchip OS"
DSP: 140 mhz Videoavkodning för AVI, Xvid, DivX, H264, MPEG4, WMV upp till 720p upplösning.
Stöd för TV-out (komponent eller kompositkabel)

### Rockchip 2808
Rockchip 2808 har en klockfrekvens på 600 MHz.
Den används i en del Android och Windows Mobile-telefoner.
Rockchip 2808 hade en hel del barnsjukdomar, som ofärdig avkodning, ofärdigt Android-system och endast stöd för 128 mb RAM. Denna krets är även kapabel till att köra "Rockchip OS". Baserad på ARM9-arkitekturen. 

### Rockchip 2818
Rockchip 2818 har en klockfrekvens på 1Ghz, DSP, GPU.
Avkodning via hårdvara för de flesta videoformaten.
Stöd för 256mb ram och Android 2.1
Stöd för TV-Out (HDMI, komponent och komposit). Baserad på ARM9-arkitekturen. 

### Rockchip 29xx
Rockchip 29xx-kretsen presenterades för första gången på CES 2011, det är en ARM Cortex A8-processor och har en klockfrekvens på upp till 1.2 ghz.
RK29xx är det första chippet att kunna avkoda Google WebM VP8 hårdvarumässigt. Den kodar och avkodar H264 i 1080p och många av de vanligaste videoformaten (MKV, Xvid, H263, AVS, MPEG4, RV, WMV). Grafikprocessorn renderar OpenGL ES 2.0 och OpenVG i en hastighet av 60 miljoner polygoner per sekund. Det är sex gånger starkare än den första generationens iPads Grafikprocessor. Rockchip 29xx är kompatibelt med Android 2.3 Gingerbread och Android 4.0 Ice Cream Sandwich.

### Rockchip 30xx
Nästa generations kretsar från Rockchip går under RK30xx-serien och presenterades för första gången på CES 2012, det är en dubbelkärnig ARM Cortex A9 med ett Mali-400 grafikchip och med en klockfrekvens på 1.5ghz respektive 500mhz. Precis som RK29xx avkodar kretsarna de flesta formaten i full HD 1080p. Grafikprocessorn är snabbare med en renderingshastighet på 80 miljoner polygoner per sekund. RK3066 är kompatibel med Android 4.0 Ice Cream Sandwich och Android 4.1 Jelly Bean.

### Rockchip 31xx
Dessa kretsar går under RK31xx-serien och presenterades 2012. Det är en helt ny fyrakärnig processor baserad på ARM Cortex A9-arkitekturen. På chippet finns också en fyrakärnig grafikprocessor integrerad som kan driva högupplösta skärmar för den växande surfplattsmarknaden. Prestandan är ungefär jämförbar med nVIDIAs Tegra 3 och Samsungs Exynos4-serie. Rockchip slår även konkurrenten AlWinners A31-processor som endast är baserad på en fyrakärnig Cortex A7-arkitektur. Rockchip 31xx är fullt kompatibel med Android Jelly Bean 4.2, 4.3 och KitKat 4.4.

### Rockchip 32xx
Rockchips senaste kretsar presenterades 2013 och går under RK32xx-serien. Dessa chip använder en 28nm-fabrikationsprocess och kommer att innehålla en fyrakärnig processor baserad på ARM-Cortex A12-arkitekturen. Processorns klockfrekvens är 1.8 Ghz. Grafikprocessorn Mali T624 från ARM är integrerad i detta chip. Grafikprocessorn är ett enormt kliv från tidigare kretsar och är DirectX 11-kompatibel samt stödjer uppspelning av 4K-Video. Detta chip har stöd för flera varianter av RAM-minne bland annat DDR3, LPDDR2, LPDDR3, etc. Detta chip beräknas finnas tillgängligt för tillverkare andra kvartalet 2014.